# 格里霍塔
格里霍塔，是西班牙卡斯蒂利亚-莱昂帕伦西亚省的一个市镇。 总面积29平方公里，总人口890人（2001年），人口密度31人/平方公里。